# Grünpunkt-Raubsalmler
Der Grünpunkt-Raubsalmler oder Grünpunkttetra (Poecilocharax weitzmani) ist ein Süßwasserfisch der im oberen Amazonas, im oberen Rio Negro und Stromgebiet des oberen Orinoko vorkommt. Die Art wurde nach Stanley H. Weitzman, einem amerikanischen Ichthyologen und Salmlerexperten benannt.

## Merkmale
Der Grünpunkt-Raubsalmler wird 4 bis 4,5 cm lang, das Weibchen bleibt kleiner. Sein Körper ist gestreckt, seitlich etwas abgeflacht und bräunlich oder ockerfarben. Die Seiten markiert ein dunkles Längsband, das zwei bläuliche, stark reflektierende Schuppenreihen besitzt, und darüber ein weiteres orangefarbenes bis rotes Längsband. Die Schwanzflosse ist rötlich und trägt an ihrer Basis zwei weiße Flecken. Die Afterflosse ist an der Basis gelblich, am Rand rot und trägt in der Mitte schwarze Punkte. Männchen sind stärker gefärbt.
- Flossenformel: Dorsale 2/12/1, Anale 2/8.
- Schuppenformel: mLR 29–31, QR 9, SL 0.

## Lebensweise
Die Fische leben bodennah und sind lichtscheu. Geschlechtsreife Männchen sind revierbildend. Weibchen laichen an der Unterseite größerer Blätter ab und legen dort 60 bis 80 Eier. Die Jungfische schlüpfen nach etwa 36 Stunden. Sie sind wahrscheinlich schwarmbildend.